# معهد السياسة الاجتماعية والتفاهم
تأسس معهد السياسة الاجتماعية والتفاهم (ISPU) في عام 2002م كمؤسسة بحثية تسعى إلى تطوير أبحاث موضوعية وموجهة نحو الحلول حول التحديات والفرص التي تواجه المسلمين الأمريكيين. كما هو مكتوب في مجلة كولومبيا للصحافة ، «على غرار مركز بيو للأبحاث أو مؤسسة غالوب، يستخدم المعهد بيانات المسح لقياس مواقف الأمريكيين المسلمين، والجمهور الأمريكي العام، حول مجموعة واسعة من الموضوعات في استطلاعه السنوي للمسلمين الأمريكيين (AMP). وتشمل هذه الموضوعات الميول السياسية، والمواقف من الرقابة، وتجارب التمييز، والاستجابات للعنف بدوافع دينية».
يقول مركز بوليتسر لتقرير الأزمات: «يعالج استطلاع المسلمين الأمريكيين نقصًا كبيرًا في المعرفة الشعبية: يقول حوالي 50 بالمائة من الأمريكيين إنهم لا يعرفون مسلمًا في الحياة الواقعية، تاركين نصف البلاد يعتمدون على وسائل الإعلام لفهم ما يقرب من 3.5 مليون من مواطنيهم، و 1.8 مليار شخص حول العالم».